# 어콰이어 (기업)
어콰이어(株式会社アクワイア)는 일본의 비디오 게임 개발사, 배급사이다.
1994년 12월 6일에 설립되었으며, 1998년에는 PlayStation용 천주: 인백선(Tenchu: Stealth Assassins)을 개발하여 시리즈로 전환했다. 개발자는 레벨 디자인에 대해 더 많은 샌드박스 접근 방식을 추진했다. 2011년에는 궁호온라인엔터테인먼트에 인수되었다. 어콰이어는 스퀘어 에닉스와 공동 개발한 옥토패스 트래블러를 2018년에 출시했다. 어콰이어는 픽셀 아트와의 친화력과 "What Did I Do to Deserve This, My Lord?"에 대한 이전 작업을 바탕으로 게임의 개발 파트너로 선택되었다.

## 개발한 게임
- AKIBA'S TRIP
- 아키바즈 비트
- 옥토패스 트래블러
- 옥토패스 트래블러 II